# إمدادات المياه والصرف الصحي في بلجيكا
تُوفّر إمدادات المياه والصرف الصحي في بلجيكا من قِبل مجموعة كبيرة ومتنوعة من المنظمات: تقع مسؤولية إمداد المياه والصرف الصحي للمرافق الإقليمية أو بين البلديات على عاتق معظم البلديات في بلجيكا البالغ عددها 581 بلدية. يوجد أكثر من 62 مرفقًا لإمدادات المياه، بما في ذلك اثنان إقليميان، و30 مرفقًا بين البلديات و30 مرفقًا بلديًا. تقدم البلديات الأخرى الصغيرة البالغ عددها 100 بلدية الخدمات مباشرةً دون امتلاكها كيانًا منفصلاً قانونيًا لإمداد المياه. لا تعد المياه شحيحة في بلجيكا وإمدادات المياه مستمرة بشكل عام وذات نوعية جيدة. ومع ذلك، تأخرت معالجة المياه العادمة (الصرف الصحي) لفترة طويلة ولم تحقق بروكسل المعالجة الكاملة لمياه الصرف الصحي سوى في عام 2007. في عام 2004، قضت محكمة العدل الأوروبية بإدانة فشل بلجيكا في الامتثال لتوجيهات الاتحاد الأوروبي بشأن مياه الصرف الصحي، ولم يطبق الحكم بشكل كامل حتى الآن. يلبي إقليم فالونيا 55% من الاحتياجات الوطنية من مياه الشرب بينما لا يمثل سوى 37% من السكان. يعتمد إقليما فلاندر وبروكسل على مياه الشرب من فالونيا، بمستوى 40% و98% لكل منهما على التوالي.
يعد الاعتراف بالحق الأساسي في المياه أحد الجوانب المثيرة في قطاع المياه والصرف الصحي في بلجيكا. أقام إقليما فالون وبروكسل جمعية الدعم الاجتماعي للماء، والتي توفر الدعم المالي للأشخاص الذين يواجهون صعوبات في دفع فاتورة المياه الخاصة بهم، بينما يحق لكل شخص في فلاندر الحصول على حد أدنى من الإمداد بالمياه يبلغ 15 مترًا مكعبًا (41 لترًا للفرد يوميًا) من المياه المجانية كل سنة.
بلغ متوسط تعرفة المياه في بلجيكا للمستخدمين الكبار في عام 2008 نحو 8.92 يورو لكل متر مكعب، وهو ثاني أعلى معدل بين الدول الصناعية الأربعة عشر التي قُورنت في الدراسة خلال مسح حديث. بين عامي 2003 و2008، زادت تعريفات المياه في بلجيكا بنسبة 80%، وهي أعلى زيادة في تلك الفترة بين الدول الأربعة عشر.